# Saint-Jean-d'Assé
Saint-Jean-d'Assé är en kommun i departementet Sarthe i regionen Pays de la Loire i nordvästra Frankrike. Kommunen ligger i kantonen Ballon som tillhör arrondissementet Le Mans. År 2022 hade Saint-Jean-d'Assé 1 810 invånare.

## Befolkningsutveckling
Antalet invånare i kommunen Saint-Jean-d'Assé
| Referens: INSEE |